# 3121 Tamines
3121 Tamines eller 1981 EV är en asteroid i huvudbältet som upptäcktes den 2 mars 1981 av den belgiske astronomen Henri Debehogne och den italienska astronomen Giovanni de Sanctis vid La Silla-observatoriet. Den är uppkallad efter Tamines i Belgien.
Asteroiden har en diameter på ungefär 5 kilometer.